# Türi (obec)
Obec Türi (estonsky Türi vald) je samosprávná jednotka estonského kraje Järvamaa. Obec pokrývá jihozápadní část kraje a sousedí jednak se statutárním městem Paide a obcemi Järva, Kose, Rapla, Kehtna, Põhja-Pärnumaa a Põhja-Sakala. V roce 2017 byly do obce začleněny sousední samosprávné obce Käru a Väätsa.

## Osídlení
V obci žije necelých jedenáct tisíc obyvatel, z toho téměř polovina ve městě Türi, které je též správním centrem obce. Obec dále zahrnuje městečka Oisu, Särevere, Käru a Väätsa a 53 vesnic Arkma, Kabala, Kahala, Kurla, Meossaare, Ollepa, Pibari, Rassi, Villevere, Jõeküla, Kullimaa, Kõdu, Kädva, Kändliku, Lauri, Lungu, Sonni, Kärevere, Metsaküla, Mäeküla, Raukla, Retla, Rikassaare, Saareotsa, Taikse, Tännassilma, Väljaotsa, Äiamaa, Jändja, Karjaküla, Kirna, Kolu, Laupa, Lokuta, Näsuvere, Pala, Poaka, Põikva, Rassi, Sagevere, Tori, Türi-Alliku, Vilita, Änari, Aasuvälja, Lõõla, Piiumetsa, Reopalu, Roovere, Röa, Saueaugu, Vissuvere, Väljataguse, Ülejõe.